# Bitka pri Blindheimu
Bitka pri Blindheimu je potekala 13. avgusta 1704 med združeno avstrijsko-angleško ter združeno francosko-bavarsko vojsko. Zmago je odločil angleški konjeniški napad, ki je odrezal francosko desno krilo in s tem razbil obrambno linijo. 